# Sarikoli
Sarikoli je jazyk z pamírské podskupiny indoíránských jazyků (které patří do jazykové rodiny indoevropských jazyků). Používá se v Číně, v západní části autonomní oblasti Sin-ťiang. Několik málo mluvčích žije také v Kašmíru (v části ovládané Pákistánem).
Jazykem sarikoli mluví Tádžikové, proto je v Číně také označován jako tádžičtina. Od tádžičtiny používané v Tádžikistánu se ale velice liší, tádžičtina v Tádžikistánu je v podstatě dialektem perštiny a patří do podskupiny západoíránských jazyků, zatímco sarikoli patří mezi východoíránské jazyky. Podle Ethnologue měl jazyk sarikoli v roce 2000 okolo 16 000 mluvčích, podle jiných odhadů je ale počet mluvčích o něco vyšší. Většina mluvčích sarikoli používá také čínštinu nebo ujgurštinu.
Sarikoli se často zapisuje ujgurskou verzí arabského písma, někdy se zapisuje také latinkou. V některých ruských přepisech se používala také cyrilice.
Sarikoli nemá vlastní jazykovou verzi Wikipedie, ale tato jazyková verze se připravuje ve Wiki Inkubátoru.

## Abeceda
Sarikolská abeceda, přepis do latinky:
```
a
 , 
e
 , 
ɛy
 , 
ɛw
 , 
ə
, 
i
 , 
o
 , 
u
 , 
ы
 , 
p
 , 
b
 , 
t
 , 
d
 , 
k
 , 
g
 , 
q
 , 
c
 , 
ʒ
 , 
č
 , 
ǰ
 , 
s
 , 
z
 , 
x̌
 , 
γ̌
 , 
f
 , 
v
 , 
θ
 , 
δ
 , 
x
 , 
γ
 , 
š
 , 
ž
 , 
w
 , 
y
 , 
m
 , 
n
 , 
l
 , 
r
```

## Příklady

### Číslovky
| Sarikoli | Česky |
| iw       | jeden |
| δow      | dva   |
| aroi     | tři   |
| cavur    | čtyři |
| pinj     | pět   |
| xel      | šest  |
| üvd      | sedm  |
| wox̌t     | osm   |
| neu      | devět |
| δes      | deset |

## Ukázka
Ukázkat textu v jazyce sarikoli, přepis do latinky:
- Veδǰ na veδǰ, i qalandar veδǰ. Wí-yan-i veδǰ i γ̌ín-ay aróy pыc. Wi aróy pы́c-ir γ̌in na vrɛyd-i. Woδ bačóxéyl lévin iko: «Ató, maš tɛy ǰald ka!» I maθ-át wef ató tizd γ̌in x̌ikéyg-ir wef-ir. Ič ǰuy γ̌in na vrɛyd, wázhafest az ыm.

Český překlad textu:
- Nebyl to derviš. Měl tři syny. Tito tři synové neměli manželky. Jednoho dne mu řekli: "Otče, pospěš si s našimi svatbami!". Jednoho dne se otec vydal hledat synům manželky. Už se nikdy nevrátil.